# Соловьёва, Валентина Сергеевна (Герой Социалистического Труда)
Валенти́на Серге́евна Соловьёва (18 мая 1918 — 17 декабря 2002) — почётный гражданин г. Тирасполь, Герой Социалистического Труда. С 1959 по 1990 год возглавляла тираспольское швейное объединение имени 40 лет ВЛКСМ (ныне ЗАО «Одема» им. В. Соловьевой).

## Биография
Соловьёва Валентина Сергеевна — директор одного из крупнейших швейных предприятий в СССР, долгие годы была самой известной в стране тираспольчанкой.
Разработав принцип экономичного раскроя ткани, успешно внедрив его в производство, Валентина Соловьёва вывела до этого убыточное предприятие в лидеры лёгкой промышленности СССР. Более 30 лет фабрика под руководством В. Соловьёвой занимала первые места во всесоюзных коллективных соревнованиях, смотрах и конкурсах. Восемь лет подряд предприятие было признано лучшим в Советском Союзе. Мужские сорочки производства фабрики «40 лет ВЛКСМ» поставлялись не только во все союзные республики, но и экспортировались за рубеж. За годы руководства В. Соловьёвой коллектив предприятия увеличился с 500 до 8500 человек.
В числе первых в СССР здесь стали применять для раскроя и пошива одежды современные по тем временам микросхемы и компьютеры. Много лет Валентина Сергеевна являлась членом Всесоюзного Клуба директоров.
Большую роль сыграла В. Соловьёва в развитии Тирасполя. Под её руководством на фабрике построены и оборудованы новые цеха и помещения. Кроме того, ею была предложена и воплощена в жизнь идея строительства в центре Тирасполя Городского Дворца Республики, поликлиники, также было построено восемь общежитий для работников фабрики, детские сады, жилые дома. Благодаря Валентине Сергеевне в Тирасполе в 1967 году была открыта первая троллейбусная линия.
В. С. Соловьёва вела большую государственную и общественную работу: она неоднократно избиралась депутатом Верховного Совета Молдавской ССР и тираспольского городского Совета депутатов трудящихся, членом ЦК КП Молдавской ССР, делегатом многих республиканских и Всесоюзных партийных съездов.

## Награды
- Герой Социалистического Труда
- кавалер трёх орденов Ленина
- орден «Трудовая Слава»
- орден «Знак Почета»
- орден Республики (ПМР)
- «Почетный гражданин г. Тирасполя», звание присвоено решением исполкома Тираспольского горсовета депутатов трудящихся 12 марта 1978 г.[2]

## Память
- Её именем названо закрытое акционерное общество «Одема» (бывшая фабрика имени 40 лет ВЛКСМ) в Тирасполе.
- с 16 мая 2008 года Приднестровский республиканский банк ввёл в обращение памятную серебряную монету «Соловьёва В. С.» из серии «Выдающиеся люди Приднестровья» номиналом 100 рублей.[3]
- Памятная доска установлена 16 мая 2008 года в канун 90-летия со дня рождения В. С. Соловьёвой на здании её родного предприятия «Одема».
- Памятник-бюст открыт 16 мая 2008 года в канун 90-летия со дня рождения В. С. Соловьёвой на Аллее Славы в Тирасполе.[4]

- Памятник-бюст
- Памятная доска
- Аллея Славы на Дальнем кладбище в Тирасполе